# Diana y Calisto (Rubens)
Diana y Calisto es una pintura al óleo realizada por Pedro Pablo Rubens hacia 1635 para el nuevo pabellón de caza, la Torre de la Parada, de Felipe IV de España. Mide 202 por 303 cm y se conserva en el Museo del Prado.

## Tema mitológico
La diosa Diana asiste a la revelación del estado de su ninfa preferida Calisto, (hija de Licaón, rey de Arcadia) saliendo del baño, que ya no es casta porque fue violada por Júpiter.
Composición de la escena y sus personajes:
– Calisto: la ninfa más amada por Diana está en el centro de todas las ninfas, que intentan quitarle la ropa para bañarse todas juntas, extrañadas de que no se desnudara. Ella se tapa con las manos y agacha la cabeza con vergüenza para evitar descubrir su embarazo. El pintor representa a Calisto, con el rostro de su segunda mujer: Helena Foyrment.
– Las ninfas: forman el séquito que acompaña a Diana y son la mayoría de los personajes que se encuentran alrededor de Calisto, con caras de extrañeza y como jugando a quitarle la ropa.
-Diana: Es la diosa de la caza, humana gemela de Apolo, a quien ayudó a nacer. Viendo cómo su madre sufrió en el parto, decidió mantenerse virgen y con ella la castidad a todas sus ninfas. Muy hermosa, la reconocemos por la corona que lleva en la cabeza con media luna, además del manto dorado y la sirvienta negra que está a sus pies. La atención de la parte izquierda del cuadro recae sobre la diosa.
Todas las ninfas con joyas y adornos en pelo, pero la sirvienta se representa con su piel negra, con pañuelo en la cabeza.
Escenario:
-Están en un ambiente puro y natural que resalta las figuras humanas con todos dorados, oscureciendo la naturaleza pura que rodea el mito de Calisto. En la parte izquierda, tono rojo tan propio de Rubens. Sabemos que es naturaleza por el torrente de agua del fondo del cuadro a la derecha, que tiene cabeza de Zeus, mirando la escena a modo de fuente. La oscuridad de este cuadro pese a estar en un entorno de exuberante naturaleza se debe a la expresividad de la tristeza y el odio que encierra esta escena.
Momento concreto que representa el cuadro:
– Representa el momento exacto en el que las ninfas están despojando a Calisto de sus ropas y descubriendo así que está encinta, traicionando la forma de vida pura de las ninfas, que deben ser castas.
– La diosa está estirando los brazos hacia Calisto, una de sus más queridas ninfas, que ha perdido su honor, su postura es majestuosa, pero su cara expresa tristeza.
– Las ninfas acaban de quitarle la ropa a Calisto y tanto su postura como sus caras son de decepción, tristeza e incluso, pena.
– Calisto intenta taparse aunque ya lo hayan visto todas. Su cara es de vergüenza, tristeza y odio contra Júpiter, quien la violó.
- A la izquierda se representa un ciervo y debajo la cabeza de un perro, que representa la escena mitológica de Diana y Acteón, el atrevido cazador que pagó con su vida la osadía de contemplar a la diosa Diana desnuda, cuando tomaba un baño en un manantial. Al ser descubierto, Diana, avergonzada y furiosa, lo convirtió en ciervo y acabó devorado por sus propios perros. Así Rubens lo representa en su cuadro.